# Mohammad Hadi Saravi
Mohammad Hadi Saravi (persisch محمدهادی عبدالله ساروی دارکلایی; * 6. Januar 1998 in Amol) ist ein iranischer Ringer.

## Karriere
Saravi gewann 2019 die Bronzemedaille bei der U23-Weltmeisterschaft im griechisch-römischen Schwergewicht. 2020 wurde er erstmals Asienmeister. Bei den auf 2021 verschobenen Olympischen Spielen in Tokio holte er Bronze, im selben Jahr errang er bei den Weltmeisterschaften den Titel.
2022 gewann Saravi Bronze bei der WM sowie Gold bei den Asienspielen. Im Jahr darauf folgte eine weitere Bronzemedaille bei den Weltmeisterschaften. 2024 feierte er seinen größten Erfolg mit dem Olympiasieg in Paris und wurde zugleich erneut Asienmeister. Auch 2025 sicherte er sich den Kontinentaltitel.
Saravi hat einen Bachelorabschluss in Sportpädagogik von der Islamischen Azad-Universität.